# Восстановление как услуга
Восстановление как услуга (RaaS), иногда называемое аварийным восстановлением как услугой (DRaaS), представляет собой категорию облачных услуг, используемых для защиты приложений или данных от природных или рукотворных катастроф путём полного восстановления пострадавшей IT-системы в облаке. RaaS отличается от облачных служб резервного копирования тем, что защищает данные и предоставляет резервные вычислительные мощности по запросу, что способствует более быстрому восстановлению приложений. Емкость RaaS предоставляется в модели облачных вычислений, поэтому ресурсы для восстановления оплачиваются только тогда, когда они используются, что делает его более эффективным, чем традиционная «теплая» или «горячая» площадка для аварийного восстановления, где ресурсы для восстановления должны работать постоянно.
Термин «восстановление как услуга» (RaaS) считается частью номенклатуры облачных вычислений, наряду с инфраструктурой как услугой (IaaS), платформой как услугой (PaaS) и программным обеспечением как услугой (SaaS).

## Архитектурные модели RaaS
Архитектурные модели RaaS различаются в зависимости от расположения основного или исходного производственного приложения или данных.
- To-cloud RaaS: восстановление в облако — модель при которой исходное приложение находится в основном частном центре обработки данных пользователя, а облако используется в качестве площадки резервного копирования или восстановления[3].
- In-cloud RaaS: восстановление в облаке — модель при которой исходная и резервная площадка находятся в облаке[4].
- RaaS из облака. Восстановление из облака — модель при которой  основное или рабочее приложение или данные находятся в облаке, а целевая площадка резервного копирования или восстановления — частный центр обработки данных[4].

## Тестирование восстановления с помощью RaaS
Песочницы — обычная черта решений RaaS. Песочница RaaS — это пул ресурсов инфраструктуры, в котором может быть развернута и протестирована тестовая копия защищенного приложения RaaS. Копия песочницы ограничена в доступе к сети и доступна только системному администратору. Она используется для тестирования процесса восстановления RaaS без прерывания работающего приложения. Поскольку песочница находится в облаке, ресурсы создаются по запросу, оплачиваются во время использования и удаляются после завершения тестирования восстановления.

## Положение на рынке
Поскольку все больше корпораций переводят свою техническую инфраструктуру в облачные сервисы, потребность в резервном копировании продолжает расти. Компании, которые полагаются на крупных поставщиков облачных услуг, таких как Microsoft, часто не знают, что они несут ответственность за резервное копирование и восстановление своих собственных данных.
Ожидается, что по мере роста этой осведомленности рынок аварийного восстановления как услуги будет быстро расти. Мировой рынок аварийного восстановления как услуги приблизился к 2 миллиардам долларов в 2017 году, и, по прогнозам некоторых экспертов, к 2023 году он достигнет 13 миллиардов долларов.